# میدلند بنک
میدلند بنک (انگلیسی: Midland Bank) شرکت خدمات مالی و بانکداری بریتانیایی است، که در سال ۱۸۳۶ تأسیس شد.